# فینگل
فینگل (به لاتین: Fingal) یک منطقهٔ مسکونی در جمهوری ایرلند است که در جمهوری ایرلند واقع شده‌است. فینگل ۴۵۶ کیلومتر مربع مساحت و ۲۹۶٬۲۱۴ نفر جمعیت دارد.

## خواهرخوانده
شهر چنگدو خواهرخواندهٔ فینگل هست.